# Shizuo Miyama
Shizuo Miyama (深山 静夫 Miyama Shizuo?) fue un futbolista japonés que se desempeñaba como defensa.
Miyama fue elegido para integrar la selección nacional de Japón para los Juegos del Lejano Oriente de 1923. En 1923, Miyama jugó 2 veces para la selección de fútbol de Japón.

## Trayectoria

### Clubes
| Club            | País  | Año  |
| --------------- | ----- | ---- |
| Rijo Shukyu-Dan | Japón | ???? |

### Selección nacional
| Selección | País  | Año  |
| --------- | ----- | ---- |
| Absoluta  | Japón | 1923 |

## Estadística de equipo nacional
| Selección de Japón | Selección de Japón | Selección de Japón |
| Año                | Part.              | Goles              |
| ------------------ | ------------------ | ------------------ |
| 1923               | 2                  | 0                  |
| Total              | 2                  | 0                  |

## Palmarés

### Títulos nacionales
| Título             | Club            | País  | Año  |
| ------------------ | --------------- | ----- | ---- |
| Copa del Emperador | Rijo Shukyu-Dan | Japón | 1924 |
| Copa del Emperador | Rijo Shukyu-Dan | Japón | 1925 |